# 埃妙妮
埃妙妮（希臘語：Ερμιόνη），史詩《伊里亞德》裡斯巴達國王墨涅拉俄斯與海倫的獨生女。

## 簡介
在特洛伊戰爭開始之前，她的祖父廷達勒斯將她許配給了奧瑞斯特斯，但戰爭結束後奧瑞斯特斯的表親奈奧普托勒姆斯宣稱埃妙妮是其妻子，帶她回到斐西亞市。後來奈奧普托勒姆斯為了被阿波羅詛咒身亡的父親，前往德爾菲神廟尋仇，遭神箭射殺，埃妙妮便與奧瑞斯特斯再婚，兩人育有一子提薩墨諾斯。
雙小行星赫女星以她的英文名字命名。